# Nazionale femminile di calcio dell'Unione Sovietica
La nazionale di calcio femminile dell’Unione Sovietica (in russo Женская сборная СССР по футболу?, Ženskaja sbornaja SSSR no futboli) è la selezione di calcio femminile che rappresentò l’Unione Sovietica in ambito internazionale tra il 1990 e il 1991.
Nonostante la sua breve storia, disputò 34 incontri con 9 vittorie, altrettanti pareggi e 16 sconfitte.
Il suo unico commissario tecnico fu Oleg Lapšin.
La nazionale sua prosecutrice, dopo lo scioglimento dell'URSS, è quella della Russia.

## Storia
La squadra sovietica giocò la sua prima partita il 26 marzo 1990, contro la Bulgaria a Kazanlăk. A. Bezmenova, Tat'jana Verezubova e Irina Gnutova segnarono nella vittoria per 4–1. Due settimane dopo, la prima partita in casa (a Sebastopoli) contro la Norvegia finita 0-0. La squadra femminile dell'Unione Sovietica non prese parte alle qualificazioni per l'Europeo del 1991, ma si limitò a giocare delle amichevoli.
L'Unione Sovietica venne ammessa alle qualificazioni per il Campionato Europeo del 1993, il primo Torneo Femminile Internazionale in cui la selezione URSS prendeva parte. La squadra giocò però solo una partita, la prima delle qualificazioni, il 6 ottobre 1991, portando a casa una vittoria per 2-1 contro l'Ungheria. Dopo la caduta dell'Unione Sovietica, il secondo match delle qualificazioni venne giocato dalla neonata Nazionale russa.